# Reședință
Reședința (locuința) și domiciliul sunt reglementate de prevederile noului Cod Civil care a intrat în vigoare în octombrie 2011. Conform expunerii de motive, domiciliul reprezintă locul unde persoana își are principala așezare, în vederea exercitării drepturilor sale civile în timp ce reședința este locul unde persoana își are locuința obișnuită. Astfel, pe cuprinsul noului cod civil se spune:

## Legături externe
- „reședință” la DEX online

## Vezi și
- Lista paginilor care încep cu „Reședința”
- Lista paginilor care încep cu „Reședință”
- Lista paginilor care încep cu „Sediu”
- Domiciliu
- Rezidență
- Rezidență fiscală